# فاضل إسكندر
كان فاضل عبدوفيتش إسكندر (بالروسية: Фази́ль Абду́лович Исканде́р؛ بالأبخازية: Фазиль Абдул-иҧа Искандер؛ 6 مارس 1929 - 31 يوليو 2016) كاتبًا وشاعرًا سوفيتيًا وروسيًا سابقًا في الاتحاد السوفيتي. قام بتأليف العديد من القصص، أشهرها «زاشيتا تشيكا»، والتي تصور فيها صبي صغير ماكر ومحبوب اسمه «شيك».
ولد فاضل في مدينة سوخومي لأب إيراني الأصل وأم أبخازية.